# 2084: El fin del mundo
2084: El fin del mundo (en francés: 2084: la fin du monde) es una novela distópica de ciencia ficción escrita en 2015 por Boualem Sansal e inspirada en la novela 1984 de George Orwell.

## Trasfondo
Al igual que en la novela de George Orwell, en esta se describe a un régimen totalitario, con la diferencia de estar fuertemente inspirado por el Islam. Todo pensamiento, toda acción y movimientos están sometidos a los mandatos de Yölah bajo el control de Abi, el profeta.
Los habitantes de Abistán, nombre dado a la Tierra en su conjunto, viven en un mundo carcelario en el que su fe es controlada por los jueces, los cuales deciden si compensarlos por su fidelidad o castigarlos con la muerte. Todo sucede en un mundo regido por autoridades revisionistas.
La sociedad vive en la creencia de un dios (Yölah) "sabio y justo". El creyente debe ser, según la novela, un "trabajador honesto y fraternal entre su comunidad". Sansal recurrió a la novela de Orwell para establecer una guerra perpetua contra un enemigo exterior con el objetivo de distraer a la población abistaní, los cuales deben soportar diversas penurias mientras son controlados por la Policía Religiosa.
El papel de la religión es controlar a cada individuo, incluido su vida personal. En cuanto a los idiomas, todos han sido prohibidos y sustituidos por un idioma artificial de nombre: "abilingua".
El protagonista principal es Ati, un joven que, infringiendo la ley, empieza a sentir el anhelo de libertad y decide investigar si existe otro mundo aparte del suyo.

## Resumen
Abistán es el único imperio sobre la faz de la Tierra y está controlado por el Profeta y Delegado de Yölah, Abi. En dicho lugar se desarrolla la mayor parte de la trama. El sistema se basa en la amnesia y la sumisión a un solo dios y a la fe, sin lugar para la duda. Todo pensamiento libre está prohibido y un sistema de vigilancia omnipresente se encarga de que se cumpla esta ley.
De acuerdo con las autoridades y con el Gkabul, libro santo similar al Corán, "no existe un antes de 2084". Sin embargo, el propio Ati empieza a cuestionar las verdades oficiales e investiga la vida de los guetos, cuya población vive sin la necesidad de la religión.
Pronto la intriga se hace evidente cuando un arqueólogo descubre un hallazgo que amenaza con tambalear los cimientos históricos de Abistán. En consecuencia, Ati, junto a su amigo Koa, emprende un largo viaje clandestino a través del Imperio en afán de descubrir la verdad.

## Recepción

### Premios y nominaciones
| Año  | Premio                                        | Resultado |
| ---- | --------------------------------------------- | --------- |
| 2015 | Gran Premio de Novela de la Academia Francesa | Ganador   |
| 2015 | Premio Goncourt                               | Ganador   |
| 2015 | Premio Médicis                                | Ganador   |
| 2015 | Premio Femina                                 | Ganador   |
| 2015 | Premio Renaudot                               | Ganador   |
| 2015 | Premio Interallié                             | Ganador   |
| 2015 | Lire                                          | Ganador   |
| 2015 | Premio Le Figaro                              | Ganador   |

### Críticas
Las críticas recibidas fueron en su mayor parte positivas por parte de los críticos y la prensa escrita. Desde L'Express reseñaron que: "la fábula, la parábola y el panfleto de una dictadura sin historia escrita por una pluma fantasmagórica deja boquiabierto al lector". En Libération aparece escrito: "el lector se verá arrastrado por la pesadilla de vivir en 2084". El magazine Télérama afirma que la novela "ofrece un aviso del peligro islamista". Por el contrario, en Paris Match se mostraron más críticos y acusaron la novela de "alimentar la islamofobia".